# Ligue de hockey junior Maritimes Québec
A Ligue de hockey junior Maritimes Québec (röviden: LHJMQ, angolul: Quebec Maritimes Junior Hockey League - QMJHL, 2023-ig Ligue de hockey junior majeur du Québec) egy kanadai junior jégkorongbajnokság. A kanadai juniorligákat összefogó ernyőszervezet, a Canadian Hockey League tagja. A bajnokságot 18 csapat alkotja, többsége Québec-ből való, de vannak csapatok Új-Brunswick, Új-Skócia és Prince Edward-sziget tartományokból is, de volt korábban Új-Fundland és Labradorból, illetve az amerikai New York és Maine államból is.
A bajnokság rájátszássorozatát megnyerő csapat nyeri el az Elnöki kupát, és a másik két Canadian Hockey League-be tartozó liga, az Ontario Hockey League és a Western Hockey League győztesével a Memorial-kupa elnyeréséért játszanak.

## Története
A Ligue de hockey junior Maritimes Québec jogelődjét Ligue de hockey junior « A » du Québec néven alapították 1969-ben.

### A liga vezetői

A csapatok elhelyezkedése

| Év        | Név             |
| --------- | --------------- |
| 1969–1975 | Robert Lebel    |
| 1981–1983 | Jean Rougeau    |
| 1983–1984 | Paul Dumont     |
| 1986–2023 | Gilles Courteau |
| 2023–     | Mario Cecchini  |

## Lebonyolítás

### Alapszakasz
Az alapszakaszban 18 csapat vesz részt 2 konferenciába és 4 divízióba rendezve. Mindegyik csapat 68 mérkőzést játszik.

### Rájátszás
A rájátszásba a 16 legtöbb pontot szerző csapat kerül. A sorozatban mindegyik csapat négy nyert meccsig játszik.

## Résztvevők

### Jelenlegi csapatok
| Csoport | Csapat                          | Város         | Tartomány            | Jégcsarnok                          |
| ------- | ------------------------------- | ------------- | -------------------- | ----------------------------------- |
| Nyugati | Armada de Blainville-Boisbriand | Boisbriand    | Québec               | Centre d'Excellence Sports Rousseau |
| Nyugati | Foreurs de Val-d'Or             | Val-d'Or      | Québec               | Centre Agnico Eagle                 |
| Nyugati | Huskies de Rouyn-Noranda        | Rouyn-Noranda | Québec               | Aréna Glencore                      |
| Nyugati | Olympiques de Gatineau          | Gatineau      | Québec               | Centre Slush Puppie                 |
| Nyugati | Phœnix de Sherbrooke            | Sherbrooke    | Québec               | Palais des sports Léopold-Drolet    |
| Nyugati | Voltigeurs de Drummondville     | Drummondville | Québec               | Centre Marcel-Dionne                |
| Keleti  | Cataractes de Shawinigan        | Shawinigan    | Québec               | Centre Gervais Auto                 |
| Keleti  | Drakkar de Baie-Comeau          | Baie-Comeau   | Québec               | Centre Henry-Leonard                |
| Keleti  | Océanic de Rimouski             | Rimouski      | Québec               | Colisée Financière Sun Life         |
| Keleti  | Remparts de Québec              | Québec        | Québec               | Centre Vidéotron                    |
| Keleti  | Saguenéens de Chicoutimi        | Saguenay      | Québec               | Centre Georges-Vézina               |
| Keleti  | Tigres de Victoriaville         | Victoriaville | Québec               | Colisée Desjardins                  |
| Tengeri | Cape Breton Eagles              | Sidney        | Új-Skócia            | Centre 200                          |
| Tengeri | Charlottetown Islanders         | Charlottetown | Prince Edward-sziget | Eastlink Centre                     |
| Tengeri | Halifax Mooseheads              | Halifax       | Új-Skócia            | Scotiabank Centre                   |
| Tengeri | Moncton Wildcats                | Moncton       | Új-Brunswick         | Avenir Centre                       |
| Tengeri | Saint John Sea Dogs             | Saint John    | Új-Brunswick         | TD Station                          |
| Tengeri | Titan d'Acadie-Bathurst         | Bathurst      | Új-Brunswick         | Centre régional K.C. Irving         |

## Bajnokok

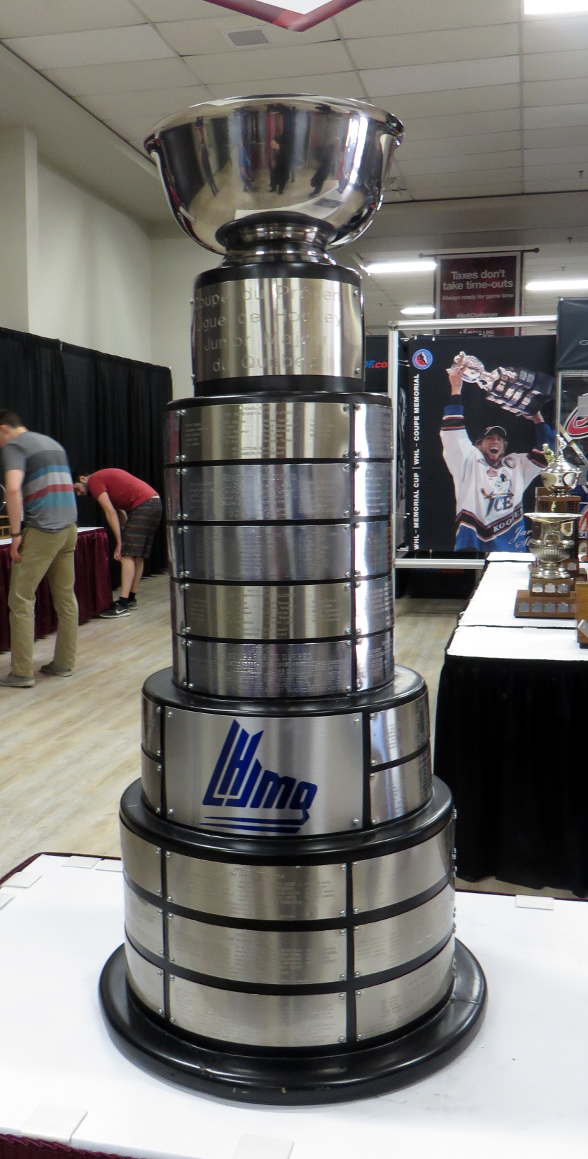
A rájátszássorozat győztesének járó Elnöki kupa

| Szezon    | Győztes                                         | Döntő végeredménye                              | Döntős                                          |
| --------- | ----------------------------------------------- | ----------------------------------------------- | ----------------------------------------------- |
| 1969–1960 | Remparts de Québec                              | 4–0                                             | Alouettes de Saint-Jérôme                       |
| 1970–1971 | Remparts de Québec                              | 8–2                                             | Bruins de Shawinigan                            |
| 1971–1972 | Royals de Cornwall                              | 9–5                                             | Remparts de Québec                              |
| 1972–1973 | Remparts de Québec                              | 4–3                                             | Royals de Cornwall                              |
| 1973–1974 | Remparts de Québec                              | 4–2                                             | Éperviers de Sorel                              |
| 1974–1975 | Castors de Sherbrooke                           | 4–1                                             | National de Laval                               |
| 1975–1976 | Remparts de Québec                              | 4–2                                             | Castors de Sherbrooke                           |
| 1976–1977 | Castors de Sherbrooke                           | 8–2                                             | Remparts de Québec                              |
| 1977–1978 | Draveurs de Trois-Rivières                      | 8–0                                             | Juniors de Montréal                             |
| 1978–1979 | Draveurs de Trois-Rivières                      | 8–0                                             | Castors de Sherbrooke                           |
| 1979–1980 | Royals de Cornwall                              | 4–2                                             | Castors de Sherbrooke                           |
| 1980–1981 | Royals de Cornwall                              | 4–1                                             | Draveurs de Trois-Rivières                      |
| 1981–1982 | Royals de Cornwall                              | 4–0                                             | Draveurs de Trois-Rivières                      |
| 1982–1983 | Juniors de Verdun                               | 4–1                                             | Chevaliers de Longueuil                         |
| 1983–1984 | Voisins de Laval                                | 4–2                                             | Chevaliers de Longueuil                         |
| 1984–1985 | Canadiens Junior de Verdun                      | 4–0                                             | Saguenéens de Chicoutimi                        |
| 1985–1986 | Olympiques de Hull                              | 5–0                                             | Voltigeurs de Drummondville                     |
| 1986–1987 | Chevaliers de Longueuil                         | 4–1                                             | Saguenéens de Chicoutimi                        |
| 1987–1988 | Olympiques de Hull                              | 4–3                                             | Voltigeurs de Drummondville                     |
| 1988–1989 | Titan de Laval                                  | 4–3                                             | Tigres de Victoriaville                         |
| 1989–1990 | Titan de Laval                                  | 4–0                                             | Tigres de Victoriaville                         |
| 1990–1991 | Voltigeurs de Drummondville                     | 4–0                                             | Voltigeurs de Drummondville                     |
| 1991–1992 | Collège Français de Verdun                      | 4–3                                             | Draveurs de Trois-Rivières                      |
| 1992–1993 | Titan de Laval                                  | 4–1                                             | Faucons de Sherbrooke                           |
| 1993–1994 | Saguenéens de Chicoutimi                        | 4–2                                             | Titan de Laval                                  |
| 1994–1995 | Olympiques de Hull                              | 4–1                                             | Titan Collège Français de Laval                 |
| 1995–1996 | Prédateurs de Granby                            | 4–1                                             | Harfangs de Beauport                            |
| 1996–1997 | Olympiques de Hull                              | 4–0                                             | Saguenéens de Chicoutimi                        |
| 1997–1998 | Foreurs de Val-d'Or                             | 4–0                                             | Océanic de Rimouski                             |
| 1998–1999 | Titan d'Acadie-Bathurst                         | 4–3                                             | Olympiques de Hull                              |
| 1999–2000 | Océanic de Rimouski                             | 4–1                                             | Olympiques de Hull                              |
| 2000–2001 | Foreurs de Val-d'Or                             | 4–0                                             | Titan d'Acadie-Bathurst                         |
| 2001–2002 | Tigres de Victoriaville                         | 4–2                                             | Titan d'Acadie-Bathurst                         |
| 2002–2003 | Olympiques de Hull                              | 4–3                                             | Halifax Mooseheads                              |
| 2003–2004 | Olympiques de Gatineau                          | 4–1                                             | Moncton Wildcats                                |
| 2004–2005 | Océanic de Rimouski                             | 4–0                                             | Moncton Wildcats                                |
| 2005–2006 | Moncton Wildcats                                | 4–2                                             | Remparts de Québec                              |
| 2006–2007 | Lewiston Maineiacs                              | 4–0                                             | Foreurs de Val-d'Or                             |
| 2007–2008 | Olympiques de Gatineau                          | 4–1                                             | Huskies de Rouyn-Noranda                        |
| 2008–2009 | Voltigeurs de Drummondville                     | 4–3                                             | Cataractes de Shawinigan                        |
| 2009–2010 | Moncton Wildcats                                | 4–2                                             | Saint John Sea Dogs                             |
| 2010–2011 | Saint John Sea Dogs                             | 4–2                                             | Olympiques de Gatineau                          |
| 2011–2012 | Saint John Sea Dogs                             | 4–0                                             | Océanic de Rimouski                             |
| 2012–2013 | Halifax Mooseheads                              | 4–1                                             | Drakkar de Baie-Comeau                          |
| 2013–2014 | Foreurs de Val-d'Or                             | 4–3                                             | Drakkar de Baie-Comeau                          |
| 2014–2015 | Océanic de Rimouski                             | 4–3                                             | Remparts de Québec                              |
| 2015–2016 | Huskies de Rouyn-Noranda                        | 4–1                                             | Cataractes de Shawinigan                        |
| 2016–2017 | Saint John Sea Dogs                             | 4–0                                             | Armada de Blainville-Boisbriand                 |
| 2017–2018 | Titan d'Acadie-Bathurst                         | 4–2                                             | Armada de Blainville-Boisbriand                 |
| 2018–2019 | Huskies de Rouyn-Noranda                        | 4–2                                             | Halifax Mooseheads                              |
| 2019–2020 | A rájátszást a Covid19-pandémia miatt törölték. | A rájátszást a Covid19-pandémia miatt törölték. | A rájátszást a Covid19-pandémia miatt törölték. |
| 2020–2021 | Foreurs de Val-d'Or                             | 4–2                                             | Foreurs de Val-d'Or                             |
| 2021–2022 | Cataractes de Shawinigan                        | 4–1                                             | Charlottetown Islanders                         |
| 2022-2023 | Remparts de Québec                              | 4-2                                             | Halifax Mooseheads                              |
| 2023-2024 | Voltigeurs de Drummondville                     | 4-0                                             | Drakkar de Baie-Comeau                          |

## Memorial-kupa győztesek
- 1971 – Remparts de Québec
- 1972 – Cornwall Royals
- 1980 – Cornwall Royals
- 1981 – Cornwall Royals
- 1996 – Prédateurs de Granby
- 1997 – Olympiques de Hull
- 2000 – Océanic de Rimouski
- 2006 – Remparts de Québec
- 2011 – Saint John Sea Dogs
- 2012 – Cataractes de Shawinigan
- 2013 – Halifax Mooseheads
- 2018 – Titan d'Acadie–Bathurst
- 2019 – Huskies de Rouyn-Noranda
- 2022 – Saint John Sea Dogs
- 2023 – Remparts de Québec

## Trófeák

### Csapatnak járó trófeák
- Elnöki trófea
- Jean Rougeau-trófea
- Luc Robitaille-trófea
- Robert Lebel-trófea

### Játékosnak járó trófeák
- Michel Brière-emlékkupa
- Jean Béliveau-trófea
- Guy Lafleur-trófea
- Telus-kupa (támadójátékos)
- Telus-kupa (védekezőjátékos)
- Jacques Plante-emlékkupa
- Guy Carbonneau-trófea
- Émile Bouchard-trófea
- Kevin Lowe-trófea
- Michael Bossy-trófea
- RDS-kupa
- Michel Bergeron-trófea
- Raymond Lagacé-trófea
- Frank J. Selke-emlékkupa
- QMJHL Humanitarian of the Year
- Marcel Robert-trófea
- Paul Dumont-trófea

### Stábnak járó trófeák
- Ron Lapointe-trófea
- Maurice Filion-trófea
- John Horman-trófea
- Jean Sawyer-trófea

### Megszűnt trófeák
- AutoPro Plaque
- Philips Plaque

## Visszavonultatott mezszámok
| Mezszám | Név           | Csapatok                             | Aktív évek a ligában | Visszavonultatás éve |
| ------- | ------------- | ------------------------------------ | -------------------- | -------------------- |
| 4       | Guy Lafleur   | As de Québec Jr., Remparts de Québec | 1966–1971            | 2021                 |
| 87      | Sidney Crosby | Océanic de Rimouski                  | 2003–2005            | 2019                 |

## Nézettség
| Szezon  | Átlagos nézőszám |
| ------- | ---------------- |
| 2021-22 | 2529             |
| 2022-23 | 3200             |
| 2023-24 | 3294             |
| 2024-25 | 3450             |